# 生化危機5
《生化危機5》是一款由卡普空开发并发行在PlayStation 3、Xbox360和Windows平台的第三人称射击恐怖游戏。本作是《生化危机》系列的第6部正统作品。
游戏於2005年7月12日由卡普空公司正式宣佈開發PlayStation 3版本，其後表示Xbox 360版本將會同時開發，在2009年7月也宣佈電腦版同年推出，遊戲已於2009年3月5日在日本發售及3月13日在北美和歐洲發售。在日本，PS3版首週銷量為36萬，為PS3當時歷來首週銷量第二位，而Xbox 360版則為8萬7千。卡普空于2016年6月在PlayStation 4和Xbox One平台上重新发售了本作；该版本的简体中文版于2018年2月27日发售PlayStation 4版本，同时Xbox One版本免费更新。

## 故事大綱
2009年，已成為生化恐怖主義安全評估聯盟（Bioterrorism Security Assessment Alliance，簡稱BSAA）成員的克里斯·雷德菲爾（Chris Redfield）被部署到非洲小鎮吉鳩就（Kijuju），與席娃·亞洛瑪合作逮捕試圖在黑市出售生化武器的里卡德·亞文（Ricardo Irving）。當地被強迫餵食寄生體的居民迅速變成馬吉尼（Majini）並多次向二人作出攻擊。在前往亞文交易地點時，克里斯和席娃發現A隊被不明生命體殺死，在場奄奄一息的隊長迪恰恩特（Dechant）在死前交出了一個裝有亞文資料的硬盤。二人在消滅了該不明生命體後把硬盤內的資料傳回本部並奉命繼續追捕亞文。因此兩人的正式任務就此展開。

## 遊戲角色
本集男主角是曾經於《生化危機》及《生化危機：聖女密碼》擔任男主角的克里斯（Chris Redfield）。女主角則由全新角色席娃·亞洛瑪（Sheva Alomar）擔任。
- 克里斯·雷德菲爾（Chris Redfield）
- 吉兒·范倫廷（Jill Valentine）
- 席娃·亞洛瑪（Sheva Alomar）
- 喬休·史東（Josh Stone）
- 亞伯·威斯卡（Albert Wesker）
- 里卡德·亞文（Ricardo Irving）
- 艾克賽菈·基歐妮（Excella Gionne）

## 遊戲系統
《生化危機5》的畫面結構與《生化危機4》相同，男主角克里斯在舉槍的狀態下會在畫面的左方，而女主角席娃舉槍時的狀態會在畫面的右方，這次加入線上和線下的兩人合作的模式，而且可以透過互聯網下載追加的遊戲內容。

### 合作模式（Co-op Mode）
本作包含2人合作遊玩主篇的模式，此模式分為連線及離線兩種，離線時主機需要兩個控制器，而畫面則會上下分割顯示。

### 對戰模式（Versus）
此為付費的追加下載內容，玩家可以組成最多4人的連線對戰遊戲，此模式細分為兩種，分別是「SLAYERS」和「SURVIVORS」。SLAYERS是以打倒敵人「馬吉尼（Majini）」為目標而獲取分數的模式，SURVIVORS則是以打倒其他玩家作目標而獲取分數。SLAYERS和SURVIVORS都可以選擇個人戰或團隊戰（例如2對2，PC版則没有）。

### 傭兵模式（The Mercenaries）
本作保留了《惡靈古堡3》開始出現的傭兵模式。與3代不同的是，玩家操作不同的角色挑戰關卡，在限制時間内殺死盡可能多的敵人，以追求高分為目的。所得分數可用於開啟遊戲內的一些隱藏要素，此模式共八個關卡，獲得一定分數後會自動開啟新關卡。另外，亦可以透過互聯網下載THE MERCENARIES DUO模式，通過該模式2位玩家可以在線協力挑戰傭兵模式。

## 特點

### 光源

生化危機5的遊戲截圖（換裝）

曾經說明《生化危機5》的陽光及燈光效果將會實現對眼睛有一定的影響，例如由光明的地方進入黑暗的地方，主角的眼睛會先看不清楚內裡的環境，待眼睛適應之後才會慢慢看得清楚。相反，走出陽光猛烈的地方時，主角的雙眼感到耀眼便會有瞬間是雪白，看不到周圍的環境。

### 集體瘋狂
《生化危機5》的敵人不再是殭屍而是馬吉尼（Majini）。他們的智力非常高，將會以「集體瘋狂」的方式去攻擊主角，比起前作更懂得利用武器。他們是寄生了Plagas Types 2&3，還有些感染了銜尾蛇病毒（Uroboros）。

### 神秘女角
《生化危機5》在E3電玩展展示的最新片段出現了一個神秘女角，身穿黑色斗篷，帶上一個鳥形面具，外國玩家稱她為Birdlady。由執行製作人竹內潤的口中得知她將會是本集遊戲的關鍵人物。
而這個女角就是《生化危機》和《生化危機3》的女主角吉兒·范倫廷。

### 武器系統
《生化危機5》取消了《生化危機4》的武器商人系統，改以在關卡開始前或是死亡重來時，可整理物品道具及購買升級武器機制。并且本作的武器也比前作多很多。卡普空将前作《生化危机4》中的無限子弹Thompson改为無限子彈系統，只要將武器升級至最大性能，即可用通關分數換取無限子彈功能。

## 開發
《生化危機5》最初由小林裕幸負責初期策劃及開發工作，其後便將《生化危機5》交由曾經擔任《鬼武者》監督及《失落的星球：極限狀態》製作人的竹內潤負責擔任執行製作人。而曾經擔任《生化危機2》宣傳監督及《生化危機4》(PlayStation 2版本)執行製作人的稻船敬二亦負責監視整個遊戲的開發進度。其後卡普空公司全資擁有的四葉草工作室亦加入並且協助繼續開發。
遊戲開發初期，由於大量開發人員借調到開發Wii專用遊戲《惡靈古堡 保護傘編年史》（Biohazard Umbrella Chronicles）的工作，於是《生化危機5》的開發非常緩慢，在2006年的E3電玩展上沒有提供任何新的展示片段。其後四葉草工作室於2007年3月被卡普空解散，進一步拖慢了《生化危機5》的開發進度。
直至2007年的E3電玩展，卡普空於場內展了新的《生化危機5》片段，片段以實機遊戲畫面進行，玩家可以於PlayStation Network及Xbox Live下載欣賞。

## 電腦版的新內容
《生化危機5》電腦版有一些內容是Xbox 360版以及PlayStation 3版是沒有的，例如對應「NVIDIA GeForce 3D Vision」 技術（3D立體眼鏡）；升級版「傭兵模式」「No Mercy」（3倍敵人數壓倒性登場）；針對PC版新添加了「鍵盤+滑鼠」的操作模式；新增男女主角新服裝；以及電腦畫質和按鍵的設定項目以及NVIDIA®發佈的遊戲3D運作測試項目等都是電腦版獨特應有的內容。

生化危機5的遊戲截圖（換裝）

## 製作人的看法

### 三上真司
生化危機系列的創造者三上真司因前作的平台移植問題而離開卡普空，所以沒有參與製作本遊戲。他接受訪問時表示《生化危機5》與之前的《生化危機4》過分相似，系統相似在《生化危機5》還可接受，但如果要使系列延續，就必須要開發一套新的模式。他也表示自己不會玩此作品，因為《生化危機5》不是他想要做的遊戲，而且劇情令他很失望。

### 竹內潤
在《惡靈古堡5》在上市以來，玩家對此遊戲的評論都有正有負。而《惡靈古堡5》執行製作人竹內潤接受訪問時表示開發本作過程時的壓力很大，指製作時有參考三上真司的《惡靈古堡4》，但得不到他的支持，又指希望全面集中開發《失落的星球2》。因此他不會參與《惡靈古堡6》的任何開發。

## 外部連結
- 官方网站（日語）
- 官方网站（英文）
- 官方网站（繁體中文）